# Zberoaia, Iași
Zberoaia este un sat în comuna Gorban din județul Iași, Moldova, România.